# سرجیو گونزالس (بازیکن فوتبال، زاده ۱۹۹۵)
سرجیو گونزالس (انگلیسی: Sergio González؛ زادهٔ ۵ آوریل ۱۹۹۵) بازیکن فوتبال اهل آرژانتین است.
از باشگاه‌هایی که در آن بازی کرده‌است می‌توان به باشگاه فوتبال لانوس اشاره کرد.